# هانا روفينا
هانا روفينا (بالعبرية: חנה רובינא) (15 سبتمبر 1888 - 3 فبراير 1990) ممثلة مسرحية إسرائيلية.
وهي من مؤسسي مسرح هابيما. لقبت بلقب «السيدة الأولى في المسرح العبري». وحصلت على جائزة إسرائيل في مجال المسرح في عام 1956.

## حياتها
ولدت في بيارزينو في منطقة مينسك التابعة وقتها للإمبراطورية الروسية (وحاليا في روسيا البيضاء). تدربت كمعلمة أطفال في معهد لتدريب المدرسين الناطقين بالعبرية في وارسو قبل الحرب العالمية الأولى.
أنجبت ابنة هي إيليانا في عام 1937، من الشاعر العبري ألكسندر بن.

## مهنتة التمثيل
بدأت التمثيل في المسرح العبري لناحوم تسيماخ. وانضمت إلى مسرح هابيما في 1917 حين أنشأ، وشاركت في المسرحية الأولى له، وهي مسرحية من تأليف إيفجني فاختانغوف. ونالت الشهرة بدور ليا، العروس الشابة التي مسها شيطان في مسرحية الديبوك (أو بين عالمين) من تأليف إس أنسكي.
هاجرت روفينا في عام 1928 مع ممثلين آخرين من مسرح هابيما إلى فلسطين تحت الانتداب البريطاني. وأصبح مسرح هابيما رمزا للحركة المسرحية القومية الجديدة، وكانت روفينا أبرز ممثلاته. وأصبحت صورة رفينا وهو تؤدي دور «ليا» في العرض الموسكوفي لمسرحية «الديبوك» (أو بين عالمين) في الفستان الأبيض، وجديلتها السوداء الطويلة، أيقونة للمسرح العبري الجديد.
وكانت تأخذ فنها على محمل الجد وتحاول أن تعيش الشخصية، كما هو اتجاه مدرسة ستانيسلافسكي.
وكتب نيسيم ألوني مسرحية «العمة ليزا» خصيصا لها، ولعبت روفينا الدور الرئيسي.
وكانت تتطلب معايير عالية من جمهورها. فكانت تتوقف أحيانا في منتصف مسرحية إذا شعرت أن الجمهور ليس منتبها كفاية. وحدث أنها أوقفت مسرحية «هانا شينيش» في منتصف مشهد وأخبرت المراهقين في الصالة أن يتوقفوا عن أكل لب عباد الشمس.

## جوائز
- جائزة إسرائيل في مجال المسرح في عام 1956.
- وسام الفنون والآداب الفرنسي برتبة فارس عام 1957.

- حصلت على لقب مواطن فخري من مدينة تل أبيب عام 1970.[16]

- منحت الدكتوراه الفخرية من جامعة تل أبيب عام 1975.

ظلت تعمل على المسرح حتى وفاتها في عام 1980. وماتت في مدينة رعنانا عن عمر يناهز 91 سنة.